# なぜ絵版師に頼まなかったのか
『なぜ絵版師に頼まなかったのか』（なぜえはんしにたのまなかったのか）は、北森鴻による日本の連作短編推理小説。
明治時代、東京大學医学部教授のベルツ宅で給仕（後に書生）として働く少年・葛城冬馬が、ベルツと共に巷間に起きる事件の謎を解決していく。
史実の人物や出来事が軽妙に織り込まれており、冬馬の身体的・精神的な成長と共に、急速に西洋の文明を取り入れていく時代の変化が描かれる。

## 収録作品
| タイトル                     | 掲載誌       | 掲載号                  | タイトルの元ネタ                                           | 備考                                  |
| ---------------------------- | ------------ | ----------------------- | ---------------------------------------------------------- | ------------------------------------- |
| なぜ絵版師に頼まなかったのか | 『ジャーロ』 | 2006年春号              | アガサ・クリスティ 『なぜ、エヴァンズに頼まなかったのか?』 | 冬馬、13歳                            |
| 九枚目は多すぎる             | 『ジャーロ』 | 2006年夏号              | ハリイ・ケメルマン 『九マイルは遠すぎる』                  | 冬馬、東京大學予備門へ入学して約2年後 |
| 人形はなぜ生かされる         | 『ジャーロ』 | 2006年秋号 - 2007年冬号 | 高木彬光 『人形はなぜ殺される』                            | 冬馬、東京大學医学部へ飛び級入学      |
| 紅葉夢                       | 『ジャーロ』 | 2007年春号・夏号        | 紅楼夢                                                     |                                       |
| 執事たちの沈黙               | 『ジャーロ』 | 2007年秋号 - 2008年冬号 | トマス・ハリス 『羊たちの沈黙』                            |                                       |

## 登場人物
葛城 冬馬（かつらぎ とうま）
13歳。明治元年生まれ。曾祖父の方針で時代に合わない髷頭を結っている。曾祖父亡き後、天涯孤独の身となり、遠縁のおじの紹介で、ベルツ宅に住み込みの給仕として奉公に出るため松山から上京。流行りの散切り頭にしようと思っていたが、ベルツが出した求人の条件が「実直な、古式ゆかしい髪型の年少の給仕」であったため、そのまま髷頭を保つこととなった。
後に、ベルツの命で給仕を解雇、書生として再雇用され、東京大學予備門へ入学し、髷頭からも解放され、日々勉学に励む。サロンと化したベルツ宅を訪れる国籍も職業も様々な来客のおかげで、ドイツ語・英語・フランス語や様々な医学知識を習得し、医学部へ飛び級入学する。

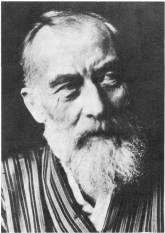
エルウィン・フォン・ベルツ
明治政府に雇われたお雇い外国人。東京大學医学部教授。専門は内科。ほぼ完璧に日本語を話すことができ、冬馬も拍子抜けしたほど会話には不自由しないが、読み書きはほとんどできない。あまりの日本の偏愛ぶりゆえに、冬馬以前に少年給仕たちが何人も辞めていった。
毎晩のように有田焼の花瓶を徳利に、輪島塗の煮物椀をお猪口代わりに日本酒を飲む。また、部屋着代わりに貰い物の打ち掛けを着ている。
市川 歌之丞（いちかわ うたのじょう）
元の名は喜三郎といったが、派手な名前が良いからと改名した。
その後も、骨董屋・市川扇翁（いちかわ せんおう）、新聞小説を執筆する小山田奇妙斎（おやまだ きみょうさい）、臨済宗住職・鵬凜（ほうりん）、仮名垣魯文の門下生・仮名垣魯人（かながき ろじん）など転職する度に改名する。